# Bill Bowerman
William Jay “Bill” Bowerman (Portland, 19 februari 1911 – Fossil, 24 december 1999) was een Amerikaans atletiekcoach en is de medeoprichter van Nike, Inc. dat in 1962 werd opgericht.
Bowerman was van 1948 tot 1972 als coach verbonden aan de University of Oregon en was de coach van onder meer Otis Davis, Steve Prefontaine, Mac Wilkins en Phil Knight. Hij maakte voor zijn atleten ook loopschoenen.  Samen met Phil Knight richtte hij in 1962 Blue Ribbon Sports op, het bedrijf dat wereldbekend zou worden als Nike.